# Presence
A Presence a Led Zeppelin hetedik, 1976. március 31-én megjelent albuma. Terve Robert Plant rodoszi autóbalesete (1975. augusztus 4.) után született meg; a baleset lehetetlenné tette az 1975–1976-ra tervezett világ körüli turné lebonyolítását. Mialatt Plant a kaliforniai Malibuban gyógyult, Jimmy Page-dzsel elegendő mennyiségű dalt írt ahhoz, hogy a hollywoodi SIR stúdióban elkezdjék a próbákat. Az albumot három hét alatt vették fel a müncheni Musicland Studiosban; a felvételek közben Plant egy karosszékben ült. A gyors munka egyik oka az volt, hogy stúdióidejüket közvetlenül a Rolling Stones ideje elé foglalták le, akiket eléggé meglepett, hogy tizennyolc nap alatt minden (a felvételek és a keverés is) elkészült. Jimmy Page két napig ébren maradt, hogy saját rájátszásait felvegye. A Stones zenészei nem tudhatták, hogy a Led Zeppelinnek általában ez a stúdiómódszere. A felvételek közben Plant ráadásul újra eltörte sérült bokáját, mivel az egyik szám felvétele közben túlságosan megfeledkezett magáról.
Page és Plant úgy tervezte, hogy visszatérnek első albumuk hard rock hangzásához, csak még komplexebb formában. Ez a Led Zeppelin egyetlen stúdióalbuma, amelyen sem akusztikus, sem billentyűs hangszereket nem használtak (a „Candy Store Rock” alig-alig hallható akusztikus gitárjától eltekintve).
A borítót a Pink Floyd-albumok borítóiról nevezetes Hipgnosis csoport készítette. A külső és belső borítón látható emberek egy fekete, obeliszkszerű tárgy mellett társalognak. A belső borítón a tárgyra csak „A Tárgy – The Object”-ként hivatkoznak. A tárgy a Led Zeppelin „erejét és jelenlétét” jelképezi. A Led Zeppelin Remasters jegyzetében Page ezt mondta:
„Az albumnak nem volt munkacíme. A borító tervezője azt mondta: »Amikor rátok gondolok, mindig a hatalom és az erő jut az eszembe. Határozott jelenlét (presence) van ott.« Ennyi. Ő »Obelisk«-nek hívta volna. Nekem viszont fontosabb volt, hogy mi van az obeliszk mögött. Hogy őszinte legyek, a cím elég vicces. A 2001 egyfajta kigúnyolása. Rendkívül mulatságos.”
A Presence az Atlanti-óceán mindkét partján az első helyet érte el, az angol toplistákon 14 hétig szerepelt, minden egyéb Led Zeppelin-albumnál kevesebbet. A megjelenése előtt Dave Dee, az Atlantic Records promóciós ügynöke azt jósolta, hogy minden idők legnagyobb sikere lesz. A jóslat nem vált be (annak ellenére, hogy az Amerikai Egyesült Államokban már elővételben platinalemez lett), de ma már tudható, hogy a Presence a hard rock egyik maradandó alkotása.

## Háttér
Az 1975-ben megjelent Physical Graffiti album turnéja öt egymást követő fellépéssel fejeződött be az angol Earls Court Exhibition Centre-ben. A koncertek után pihenőt iktatott be a zenekar, és mind a négy zenész egyéni vakációra készült. John Bonham dobos visszavonult nyugat-közép-angliai farmjára, miközben megszületett második gyermeke, Zoe nevű lánya. Hamarosan azonban elhagyta hazáját, mivel Angliában a sikeres zenészeknek 95 százalékos jogdíjadót kellett fizetniük. A korabeli hírek szerint Robert Plant énekes, Jimmy Page gitáros és John Paul Jones basszusgitáros már 1975 júliusának elején a svájci Montreux-be települt át az adó elől.
Peter Grant, az együttes menedzsere nyolc fellépésből álló amerikai stadionturnét kezdett el szervezni 1975. augusztusi és szeptemberi dátumokkal. Grant és Plant New Yorkban nekiláttak a tervek alapos kidolgozásának, míg Page a készülő Led Zeppelin film vágásán dolgozott.
Amikor minden elrendeződött, Plant és Page egy közös marokkói kirándulást szervezett, amelyre Page barátnője, illetve Plant családja is elkísérte őket. Jones és Bonham külön-külön a családjukkal töltötték a szabadságukat. Page rövid idő után Olaszországba utazott, majd augusztus elején visszatért Londonba, hogy a film utómunkálatain, nevezetesen a Dazed and Confused végső vágásán dolgozzon. Plant továbbra is felesége és gyermekei társaságában nyaralt. Augusztus 4-ét felfedező napnak szánták, de egy váratlan baleset beárnyékolta a további terveket. Plant felesége, Maureen vezette az autót, amellyel letért Rodosz egyik keskeny országútjáról és egy fának csapódott. A hátul ülő gyerekek csak kisebb sérüléseket szenvedtek. A hétesztendős Carmennek eltört a csuklója, a négyesztendős Karacnak pedig a bokája, további vágások és horzsolások mellett. Maureen sérülései voltak a legsúlyosabbak: eltört az egyik lába, négy helyen a medencecsontja, felszakadt az arca és megrepedt a koponyája. Sok vért is veszített, és mivel ritka vércsoportba tartozott, a testvére, Shirley vérével kellett pótolni a veszteséget. Robert Plant eltörte a bokáját, több lábcsontját és a könyökét. Az orvosok azt mondták neki, hogy legalább hat hónapig nem tud majd járni.
Page barátnője, Charlotte Martin és Maureen testvére (Page lányával együtt), egy másik autóval Planték mögött nem sokkal lemaradva utazott, így a balesetet látva gyorsan segítséget tudtak hívni. Martin felhívta a Led Zeppelin Londonban tartózkodó turnémenedzserét, Richard Coole-t, aki azonnal Rodoszra reptetett egy magánorvosi csapatot. Ezt követően késedelem nélkül kórházba siettek, majd Cole rövid időn belül visszarepítette az orvosi társaságot Londonba, hogy elkerülje a hivatalos vizsgálatokat. Ezzel az intézkedésével nagy valószínűséggel megmentette Maureen életét, és hozzájárult a sérültek mielőbbi felépüléséhez. Plantnek hetekig kórházban kellett maradnia, és egy sor fájdalmas kezelésen kellett átesnie. A baleset sok mindent átértékelt az énekes életében. Az én összeroncsolt autóm engem is megváltoztatott. Úgy éreztem akkor, hogy az idő mostantól fogva nagyon értékessé vált számomra. Sokkal jobban értékelem a családomat. Kezelésének idején nem maradhatott Londonban, mivel adózási szempontból mielőbb távoznia kellett. Richard Cole szervezésében Jersey szigetre költözött az egyik barátjához, ahova számos gazdag brit polgár utazott a magas adók elől. Peter Grant a balesetet követő napon bejelentette, hogy az augusztus–szeptemberre tervezett amerikai koncertek elmaradnak, akárcsak az októberi távol-keleti körút. Akik már elővételben megvásárolták a jegyeiket, teljes visszatérítést kaptak. A baleset mind a négy zenészt megrázta. Válságba kerültek, miközben fájdalom és kétség kerítette őket hatalmukba. Szeptember elején Plant a kaliforniai óceánparti Malibuba ment, ahol tovább gyógyult, és találkozott Page-dzsel. Gyorsan belátták, hogy az időt pazarló és a depressziót elmélyítő tétlenség helyett az lenne a legjobb, ha belekezdenének egy közös munkába. Plant előre nem látott balesetének folyományaként elkezdték megírni a hetedik nagylemezük anyagát.

## Koncepció és felvételek
1975 októberére Plant és Page elegendő anyagot írt össze ahhoz, hogy bemutassák a többieknek és megkezdődhessenek a próbák. Az együttes bevonult a Los Angelesben lévő SIR stúdióba, hogy véglegesítse és összepróbálja a dalokat. Mind a négy zenész arra a közösen kialakított elképzelésre jutott, hogy az adott körülmények miatt vissza kell térniük az alapokhoz. Plant felfrissítette és visszatért blues gyökereihez, míg Page Jonesszal és Bonhammel együttműködve újragondolta a gitár szerepét a zenekarban. A ritmusszekció teljes erőbedobással szándékozott részt venni az alapoktól való újraépítkezésben. Jones időközben eldöntötte, hogy ezen az anyagon csak basszusgitárosként fog közreműködni, hogy mindenki a legtöbbet adhassa hozzá a folyamathoz. Ez idő tájt meglátott egy üzletben egy nyolchúros Alembic Bass típusú basszusgitárt, amit meg is vásárolt. A hangszer ereje és pontossága annyira lenyűgözte, hogy a kaliforniai hangszergyártó cégtől egy négyhúros változatot is megrendelt. Ez viszont nem készült el időben, így a Presence felvételei idején a nyolchúrost használta egyes esetekben (ami biztos, az Achilles Last Stand című dalban).
A balesetet követően átmenetileg kerekesszékbe kényszerült Robert Plant szerint Los Angelesben csak próbáltunk és csak próbáltunk. Az egész zenekar nagyon vágyott rá, hogy játszhasson, és nagyon sajnáltuk, hogy nem csinálhatjuk meg azt a turnét, így ugyanazzal az erőfeszítéssel álltunk neki az albumnak. Izegtem-mozogtam a gipszemben. Egyedülálló eset volt, hogy három hétig próbáltunk, igazi Zeppelin-stílusban, mert a próbákon nem mi vagyunk a világ legnagyobb bandája. Mindig úgy éreztük, hogy a túl sok próba megöli a dalt bennünk, mintha elvenné az izgalom élét, de ezúttal a dolog ellentétesen működött, mert a lelkesedés egy kis időtartamra összpontosult.

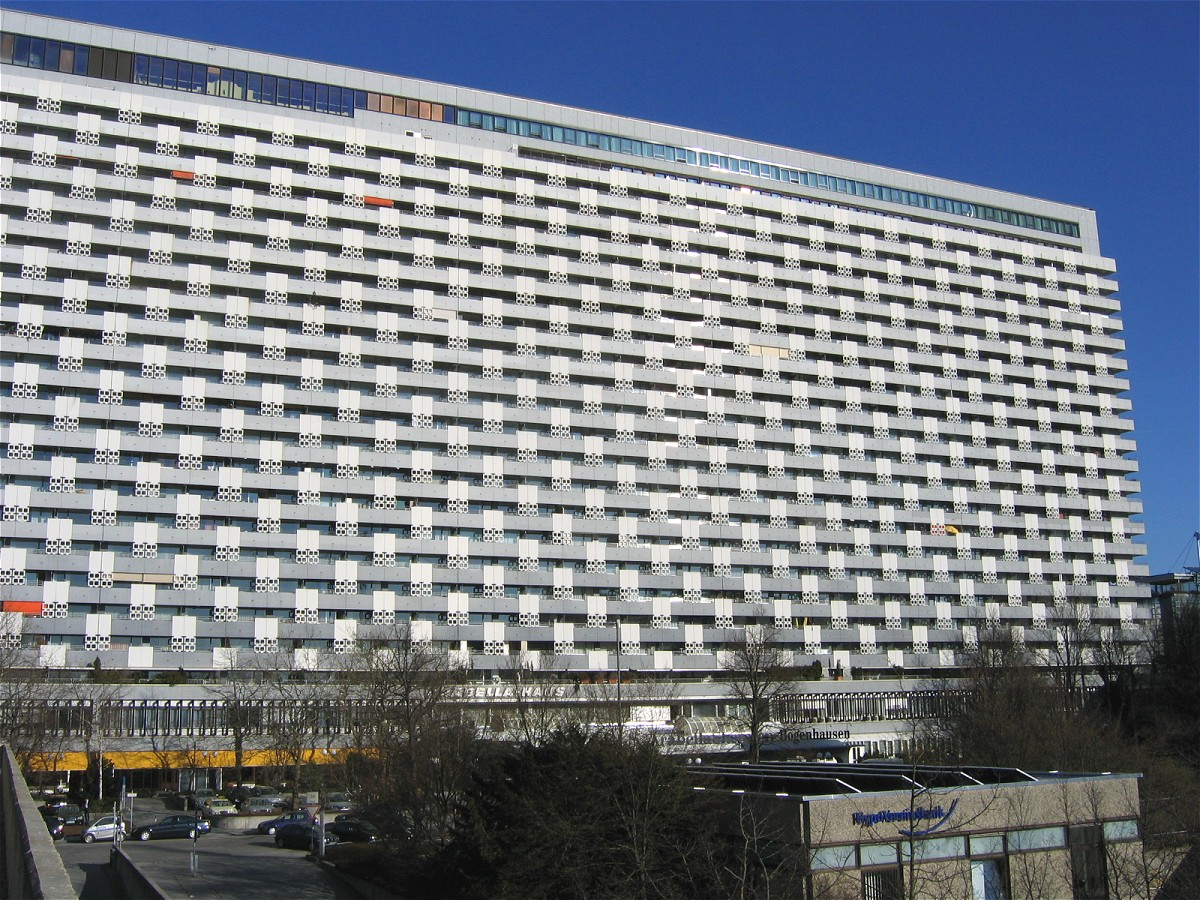
A lemez felvételei a müncheni Arabella szálloda alagsorában található Musicland Studiosban zajlottak. A modern technológiával felszerelt stúdióban számos brit és amerikai zenekar (Rolling Stones, Deep Purple, Rainbow, Marc Bolan, Queen, ELO) készített felvételeket a magas adótörvények megkerülése érdekében.

A gördülékeny próbákat néha kisebb incidensek akadályozták. Page később azt nyilatkozta, hogy Jones sosem volt jelen amikor szükség lett volna rá, Jones szerint viszont pont fordítva történt. Úgy tűnt Robert meg én éppen ellenkező fázisban dolgoztunk, mint Jimmy. Egyszerűen képtelenek voltunk elérni. Már az járt a fejemben, hogy kirakok egy óriási molinót az utcán azzal a felirattal, hogy Ma van az első próbanap. Page a korábbiaknál is határozottabban ragadta magához az irányítást, mivel ő találta ki az összes riffet, és megszakítás nélkül „együtt élt” a lemezzel. A próbák időszakában Bonham rendszeresen részegre itta magát a Los Angeles-i kocsmákban, mivel  keserűséggel töltötte el családja távolléte. Ezért gyakran került vállalhatatlan helyzetekbe. Az egyik klubban csak ő és egy nő vacsorázott, aki ügyet sem vetett rá, ezért megütötte. Október utolsó hetében úgy érezte a zenekar, hogy kellő mennyiségű anyag gyűlt össze, amit jól be is gyakoroltak ahhoz, hogy stúdióba vonulhassanak. Az együttes a felvételeket is szívesen végezte volna a SIR stúdióban, de az amerikai adózási törvények miatt nem maradhattak tovább, még ha az adókulcsok nem is voltak olyan magasak, mint az angolok.
Plant a Münchenben lévő Musicland Studiost részesítette előnyben, mivel az olyan csúcstechnológiával volt felszerelve, amelynek révén a zenekar nem szenvedett hiányt semmiben. A stúdiót az „Arabella” nevű hotel alagsorában rendezték be, így a munkálatok idejére a zenekar és a stáb ebben a hotelben szállt meg. Így nem kellett utazással tölteni az időt, ráadásul a tolókocsiban gyógyuló Plant számára különösen kényelmes megoldásnak bizonyult. A precíz munka és a téli hideg viszont szobafogságra ítélte a zenekart és a stábot, ami nem tett kifejezetten jót nekik. Richard Cole turnémenedzser később elismerte, hogy Page és Bonham társaságában rászoktak a heroinra, de ekkor még csak az együttes belső körének volt erről tudomása. A felvételek novemberben indultak, és mindössze két hét alatt felvették az anyagot. Az Achilles Last Stand felvételeinél Jones az újonnan vásárolt nyolchúros basszusgitárját használta, ami eleinte nem tetszett Page-nek. Jones később kifejtette, hogy Page szólójában, amikor felment egészen magasra, volt egy nagy kimaradás, amit valamivel ki kellett tölteni. A nyolchúros basszussal töltöttük ki. Page keserű szájízzel azt mondta, hogy én erre nem gitározom, de aztán rájött, hogy milyen változatos a hangzása, így végül megkedvelte. Amikor előállt a dal első riffjével, megkérdezte, hogy mit csináljunk a szám többi részével, én pedig arra is a nyolchúrost ajánlottam. Robert Plant az összes számot egy karosszékben ülve énekelte fel, és közben újra eltörte sérült bokáját, mivel az egyik szám felvételénél megfeledkezett magáról. Az énekes és a többiek is úgy érezték, hogy a legtöbb felelősség és kihívás a felvételek során Plant vállát nyomta. A felvételek idején fizikai nehézségeivel súlyosbítva, mindvégig a szálloda pincéjében (azaz a stúdióban) vagy a hotelben tartózkodott, ezért egy idő után  a klausztrofóbia jeleit érezte magán. Mindvégig hiányozott a családja, és a lemez készítése közben elkezdte újraértékelni életének prioritásait. Bonham és Plant magánéleti nehézségei ellenére a dalokat gördülékenyen és gyorsan rögzítették, és miután befejezték a munkát, a Rolling Stones foglalta el a stúdióhelyiséget.
Amikor a lemez elkészült, Page kivételével mindenki Jerseyre költözött, hogy kikapcsolódjanak és átgondolják az utóbbi időszak zűrös történéseit. Page a stúdióban maradt, hogy a rájátszások, a vágások és a keverés végeztével előállítsa a kész mesterszalagokat. Jones későbbi elmondása szerint Page nagyon keményen dolgozott az anyagon. Napi tizennyolc-húsz órát dolgozott rajta, és Keith Harwood hangmérnök társaságában a keverés is  pár nap alatt elkészült. Alig aludtak pár órát, azt is lehetőleg felváltva, hogy aki ébren van, tovább dolgozhasson. Page saját rájátszásainál két napig ébren maradt. A Presence elkészülte a keveréssel együtt mindössze tizennyolc napot vett igénybe, ami a zenekar debütáló albuma óta a leggyorsabb lemezkészítésnek számított. A tizennyolc nap rövidsége még szembeötlőbb, ha figyelembe vesszük, hogy az előző Physical Graffiti tizennyolc hónap alatt készült el. A Presence a hálaadás előtti napon készült el, ezért Plant javaslatára a hálaadás (Thanksgiving) címet szánták a lemeznek, de ezt az elképzelést végül gyorsan elvetették. Annak ellenére is, hogy a történtek fényében teljesen magától értetődőnek tűnt. A végleges cím a borítót készítő Hipgnosis csoport egyik tervezőjétől jött, akinek elmondása szerint a zenekarról mindig a hatalom és az erő jut az eszembe. Határozott jelenlét (presence) van ott.

## Dalok, stílus
Az album több változást is hozott a zenekar stílusába. A korábbiaknál közvetlenebb,  gitár-orientált megközelítésű, jam-szerű számok kerültek fel rá, és ennek megfelelően a legspontánabbul hangzó lemezük is lett. Page és Plant eldöntötték, hogy visszatérnek a kemény rockhoz, hasonlóan a debütáló albumukhoz, viszont nélkülözve annak sokszínűségét. Míg a korábbi albumaikon az új utak keresése, a sokszínűség és a kísérletezés fontos szempont volt, addig a Presence a kiegyensúlyozott és az egyszerűsített riffekre épült. Ez a Led Zeppelin egyetlen stúdióalbuma, amelyen nem hallhatóak billentyűs hangszerek, illetve akusztikus gitár (kivéve a Candy Store Rock alig hallható akusztikus gitárjától eltekintve). A korábbi lemezek eklektikusságának a hiánya révén a Presence tekinthető talán a legegységesebb albumuknak, amelynek az összetevői a leginkább egyensúlyba kerülnek egymással.
A lemez stílusát befolyásolták a felvételek előtti zavaros körülmények közvetlen következményei. Page később azt mondta, hogy a zene ebből a spontaneitásból származik. A Presence-t akkor vettük fel, amikor a zenekar tagjai vándorló technológiai cigányéletet éltek. Nem volt sem bázisunk, sem otthonunk. Nem kötődhettünk máshoz, mint egy látóhatárhoz és egy bőröndhöz. Ezért van annyi lendület és agresszió a lemezen. Plant később „túlélési kiáltásként” írta le az anyagot, és hozzátette, hogy akkor nem lehetett volna más jellegű anyagot csinálni. Dalszövegeiből eltűntek a „hajukban virágot viselő lányok”, helyükre a végtelen turnékról, drogokról, groupie-król, transzvesztitáról, magányról szóló történetek kerültek. Az album annak az időnek a pillanatfelvétele, amikor az együttes erején és önbizalmán csorba esett. A fájdalom, a magányosság, a kín és esetenként a rettegés járja át a dalokat, ugyanazok az érzések, amik a felvételek idején a zenészeket. Kiadása után pár héttel Plant így nyilatkozott az albumról: Az egész mintha egy segélykiáltás volna. Sosem lesz még egy ilyen album, ilyen módon előadva. Ez egy sikoly a mélyből – ez az egyetlen, amire képesek voltunk. Az album hét dalából hatot Page és Plant jegyez, csak a Royal Orleans megírásába folyt bele Jones és Bonham is. Ez annak tudható be, hogy Plant és Page a dalokat már nagyrészt megírták Malibuban, ahol csak ők ketten voltak jelen.
Az albumot a 10:26 hosszúságú epikus Achilles Last Stand nyitja. A dal az utazásról, valamint az azt kiváltó adókérdésekről szól. A cím fanyar utalás Plant baleset előtti utolsó nyaralására, valamint célzás a lábát és bokáját ért sérülésekre, párhuzamot vonva Akhilleusz történetével. Page és Plant már Marokkóban kezdett ötletelni az anyagon. Plant felidézte, hogy a marokkói utunkról már voltak ötleteink. Jimmyvel összehoztunk egy elég nagyszabású anyagot, de ahányszor újrahallgattuk és átgondoltuk az elképzeléseinket, sosem mertünk belevágni. A marokkói hatás nemcsak a szövegben, de a zenében is tetten érhető, különösen a nyitó, titokzatos akkordfelbontásoknál. Ezt követően egy keleti zenei hatásokat is tükröző moll hangnembe váltanak, amit vágtázó és bonyolult ritmus kísér. A gitár és a basszus motívumai és futamai emelkedő hangvételűek, miáltal valami elérhetetlen utáni, esedező törekvés érzetét kelti a szám. A vágyakozás és a sóvárgás különös érzete mindvégig áthatja a dal hangulatát. Ezt felerősítik Page egymásra játszott újabb és újabb gitárrétegei, amelyeket a dal szokványostól eltérő progresszív szerkezete tesz lehetővé. Kezdetben hagyományos verzével és ismétléssel indít, majd 3:42-nél egy emelkedő szóló következik kiállásos ritmusképlettel. A gitárszóló mélyen átélt, tömör és lankadatlan, „jajveszékelő” hangjai a keleti zenéket idézi.
Az erőteljes szóló Page egyik legjobbja, amit valaha lemezre vett, és amiről később így nyilatkozott: Az Achilles Last Stand szólója ugyanabból a hagyományból ered, mint a Stairway to Heavené a negyedik LP-n. Számomra azonos szinten vannak. Ebben a szólóban pokolian sok minden benne van. Egy újabb versszak után a zenekar egy más jellegű „hánykolódó” riffmotívumba kezd (5:55 körül), majd a kiállásos rész ismétlésével visszatérnek az átvezetéshez. Ezt követően Page slide-gitár dallamaival teli verze következik, majd egy rendkívüli riffvariációba lépnek át, a háttérben a verze akkordmenetével (7:28). Plant itt már csak torokhangokat énekel, és innen a dal második tetőpontja felé érkezünk. Egyre több és több dallam keveredik egymással a „ritmusszekció kőkemény katlanában”. A dal 9:42-nél hirtelen véget ér, majd visszatérnek a bevezetőből ismert titokzatos gitár arpeggiók. Page 1991-ben az első díszdobozos Zeppelin-anyag összeállításánál elárulta, hogy a dalt mindenki csodálatosnak találta.

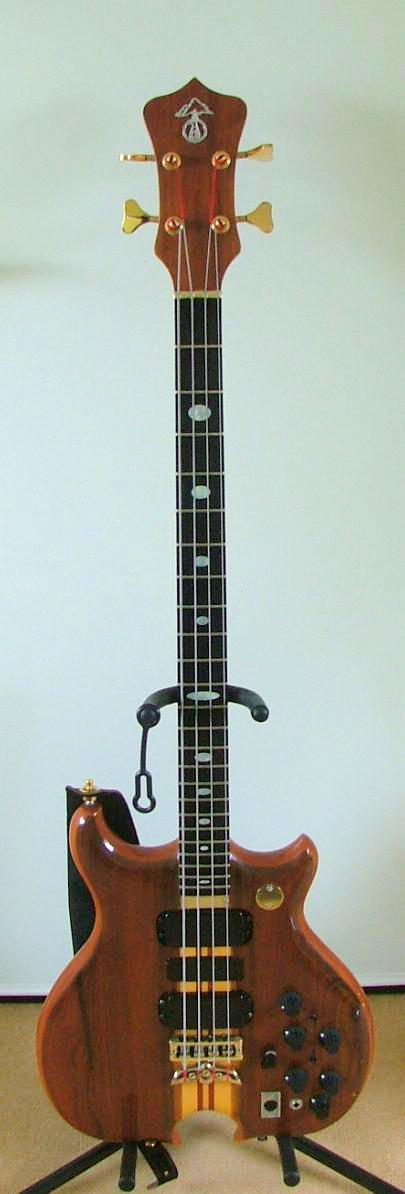
John Paul Jones először az Achilles Last Stand felvételeinél használt a képen láthatóhoz hasonló, bár 8 húros basszusgitárt

A második dalként felhangzó For Your Life a Los Angelesben töltött őszi hónapok lelkiállapotát tükrözik. A turnéutak elidegenítő hatása és a Los Angeles-i kokainhasználat ihlette Plant sorait. Az énekes őszintén elkeseredett dalszövegét beszédszerűen, társalgási hangnemben adja elő, amely egyes pontokon egy kábítószerfüggő nőhöz is kötődik. A 6:22 hosszúságú dal alapját három különálló riff adja meg, amelyek mindvégig egymást követik és átfedik. A dal vázát a blues gyökerű kiállásos riffek és Bonham masszív dobolása adja, amelyre Plant éneke jön rá, aki hol belép, hol eltűnik. A kezdeti 4/4-es ütem egy 6/8-os riffbe megy át, míg Page gitárszólója itt is az elsőrangú munkái közé tartozik. A dal azon kevesek egyike, ahol Page a tremolókart is használja. A dal feljátszásánál először használta Lake Placid 1962 márkájú, kék színű Fender Stratocaster gitárját. A gitár hangzása és a témák jellege révén egyéni megszólalást kap a dal, annak ellenére is, hogy a korábbi albumaikon már hallhatóak voltak a szám zenei megoldásai.
Az első két epikus hard rock dal keserű melankóliája után a harmadikként érkező Royal Orleans vidámságot csempész a lemezre. A dal funkos hangzású árnyalatai a gyors blues ritmusokkal önfeledt és laza három percet hoznak. A komoly problémákat feszegető dalszövegek helyett Plant sorai játékosan és nyájasan tekintenek a világra, még ha ironikus hangnemben is. A dal John Paul Jones korábbi balul elsült kalandját meséli el. Az együttes turnéja során New Orleansban szállt meg a kedvenc szállodájában, a Royal Orleans-ban, ahol egy nővel kezdett ismerkedni. Később viszont észrevette, hogy az illető transzvesztita, és miután bezárkózott előle a szobájába, kis híján felgyújtotta a hotelt, mivel joint-szívás közben elaludt az ágyában.
A negyedik Nobody’s Fault But Mine újra egy 6 perc feletti, keserű dalszöveggel felvértezett hard rock darab. A dal egy olyan ember kíméletlen portréja, aki a rossz cselekedetei és beismert bűnei alól való feloldozást keresi. A dalt eredetileg Blind Willie Johnson blues zenész vette lemezre 1928 körül, ezt a verziót formálta sajátos képére a Led Zeppelin. Plant az első pár versszakban Johnson szövegét követi, majd a szájharmonika szólója után a saját gondolatait is beleszövi. Alig leplezett elkeseredéssel a kábítószerek rabságáról énekel.
Zenei szempontból ez a dal is nagyon egyszerű elemekből épül fel, a játékot tekintve a blueszenekarok mintáját követve. A kezdés Johnson slide-gitárjátékának az 1970-es évekbeli tolmácsolása, melynek a ritmusszekció ad érzelmi mélységet. A gitárszólamra „énekelt” sóhajok után belép a teljes zenekar, majd felelgetős módszerrel, énekelt és hangszeres szakaszok váltakozásával építik fel a dal drámai feszültségét. Ezt tovább fokozzák egyéb kiállásokkal és szünetekkel, majd a dal közepén érkezik Plant megkönnyebbülést hozó harmonikaszólója, amely eleinte csak egy hosszan kitartott hanggal kezdődik. Egy újabb „meggyötörten” elénekelt versszak után Page gitárszólója következik, amely a remélt feloldozás érzését jeleníti meg. Ezt követi az eredeti riff visszatérése az énekkel együtt, majd a staccato befejezést egy emelkedő akkordsor szakítja félbe.
Az ötödik dalként érkező Candy Store Rock újra oldja az elődje által okozott feszültséget. A megírása mindössze egy órát vett igénybe, és egy minden visszafogottságot nélkülöző buja történetet mesél el, az 1950-es évek modorában. Stílusilag Elvis Presley és Gene Vincent munkáit idézi, de Buddy Holly és David Bowie jellegzetességei is nyomot hagytak rajta. A dal jól tükrözi azt a zsigeri örömzenélést, amit a közös együtt játszás okozott a zenekarnak. Az ezt követő Hots on for Nowhere továbbra is megmarad a derűs hangulatnál. A shuffle-swing és a funk jegyeit felvonultató számnak, a precízen megszerkesztett kemény riffek és a kiállások adják a gerincét. Az átvezetésben az alapritmustól eltérő ütemű riffet lehet hallani, amit korábban is előszeretettel alkalmazott a zenekar. A lemezt a 9:27 hosszúságú, mélabús és lassú blues kompozíció a Tea for One zárja. Plant az autóbalesete utáni, kórházban töltött magányos időszakáról értekezik egyfajta sürgető lélekkereséssel. Felesége, Maureen nélkül fájó szívvel és magányosan úgy érzett, mintha egy perc egy egész életnek tűnne: Hogy lehet, baby, hogy huszonnégy óra néha napoknak tűnik...Egy perc mintha egy élet lenne, ó baby, amikor így érzek. A kezdő kemény gitárriffet szinte azonnal felváltja egy 6/8-os lüktetésű lassú blues téma. Hamarosan belép Plant blues-os énekszólama, de a dal a továbbiakban is megtartja visszafogott, lágy hangzású hangulatát. Annak ellenére is, hogy a dalon érezhető a kitörni készülő feszültség, de amikor ez bekövetkezne, mégis visszasimul a bluesba. Page hosszas és szenvedélyes szólói az album egyik legjobbjai, amelyek az egész darabbal együtt nagy hasonlóságot mutatnak a Since I've Been Loving You című 1970-ben megjelent dalukra.
A lemez megjelenése után Page és Plant kifejezetten elégedett volt az anyaggal. Page megjegyezte, hogy hatalmas nyomás van benne, a zene nagyon lendületes. Ami a készítését illeti, a kulcsszó szerintem a hangszerelés, gitárharmóniák ilyesmik. Eszméletlenül spontán az egész. Úgy érzem ebben rejlik a lényeg. Maga az album, valamint a lehetőség, hogy a munkálatok során minden szálat a kezemben tarthattam, és úgy együtt az egész - nagyon jó érzés számomra. Robert Plant pedig így nyilatkozott: Az egyetlen lehetséges választás az volt számomra, hogy szembeszegülök a viharral, és összeszorított fogakkal, ökölbe szorított kézzel megcsinálom az albumot. Az eredmény egy nagyon zeppelines album lett. Nagyon elégedett vagyok az egésszel, mivel a felvételek és a keverés mindössze tizennyolc napot vett igénybe. Egyik este sem volt buli. Semmi felfordulás.

## Borító
Az album borítóját a Hipgnosis csoport készítette, akik a Houses of the Holy lemezen már dolgoztak együtt a zenekarral. A borítót a Hipgnosis képviseletében George Hardie tervezte, aki felvetette a „Tárgy” ötletét. Az elképzelés megfelelt Page titokzatosság iránti vonzalmának és humorérzékének. A kihúzható borító egy sor olyan képet ábrázol, amelyek egy 1950–60-as évekbeli oktatófüzetet idéznek. A képek mindegyike az '50-es évek amerikai középosztályának jeleneteit ábrázolja a mindennapokból. A fekete obeliszkszerű tárgy az összes képen szerepel, és bárhol is áll, nem illik a képbe, szinte kilóg belőle. A fotók fókuszpontjában mindig a fekete tárgy helyezkedik el, a lemez címe pedig dombornyomással jelenik meg az előlapon. A lemez csomagolása nagyon finom, szinte már „giccsesnek” hat, de alapjában véve viccesnek is tekinthető, amelyet aligha lehet kapcsolatba hozni az albumon hallható zenével. A borítófotó háttere egy mesterséges kikötő, amelyet a londoni Earl's Court arénához telepítettek 1974–75 telén, az éves hajóbemutatóra. A zenekar 1975 májusában, néhány hónappal a hajóbemutató után öt koncertet játszott ebben az arénában. A belső hüvelyfotók különböző archív állományfotókból származnak, és úgy tervezték, hogy hasonlítsanak a National Geographic szolgáltatásához. A hátsó borítón lévő lány ugyanaz, aki már a Houses of the Holy lemezborítóján is feltűnt.
Jimmy Page így idézte fel a borító megszületését: Úgy jött az ötlete, hogy miután visszatértünk a lemezfelvételekről, rájöttünk, hogy az egyetlen kivitelezhető dolog lefényképezni a stúdiót és káoszát, de mi ennél jobbat akartunk, és kapcsolatba léptünk Hipgnosisszal, és elmeséltük az embereinek, hogy mi a helyzet. Visszajött és azt mondta, hogy a Led Zeppelinben mindig az erő hatalma ragadta meg, egy meghatározhatatlan alkímiai minőség - egy jelenlét. Azzal az ötlettel állt elő, hogy ezt egy olyan tárggyal kell tolmácsolni, amely bármely tárgyhoz köthető egy olyan közösségben, amelyet mindenki tökéletesen a magáénak érez. A rajongók és a kritikusok új Zeppelin logónak éppúgy tartották az obeliszkszerűséget, mint kultikus fekete művészeti tárgynak. A belső képek alapján sokan gondolták úgy, hogy a tárgy behálózza az élet minden területét, legyen az a család, a sport, a szórakozás, a munka vagy az oktatás. A lemezboltok és a rádióállomások versenyeket hirdettek, annak kitalálására hogy mit jelenthet. Robert Plant úgy reagált, hogy azt mondja, amit akartok. A Tárgyat sokféleképpen lehet értelmezni.
Az Atlantic Records ezer darabra korlátozott számban piacra dobta a Tárgy promóciós szobrát, amely mindegyik példánya 30 cm magas, másfél kilogramm súlyú és a Swan Song reklámmatricája is rákerült. Évekkel később ezek másolatait is értékesíteni kezdték, amelyek az eredetiekhez hasonlóan külön számozást kaptak. A Tárgyat a mai napig másolják, és ezek a példányok alig különböznek az eredetitől. A másolat kissé fényesebb, mint az eredeti tompa fekete színe, de stílusa, súlya és külseje ugyanolyan. 1977-ben Hipgnosist és Hardie-t Grammy-díjra jelöltek a legjobb albumborító kategóriában.

## Megjelenés, kritikai fogadtatás
| Kritikák                  | Kritikák  |
| Forrás                    | Értékelés |
| ------------------------- | --------- |
| Metacritic                | 77/100    |
| AllMusic                  | [ 30 ]    |
| The Daily Telegraph       | [ 31 ]    |
| Entertainment Weekly      | C+        |
| MusicHound Rock           | 4/5       |
| Pitchfork                 | 7.6/10    |
| Q                         | [ 35 ]    |
| Rolling Stone Album Guide | [ 36 ]    |
| Robert Christgau          | B         |
| Mojo                      | 4/5       |
| PopMatters                | 7/10      |
| Uncut                     | 8/10      |

A Presence 1976. március 31-én került a lemezboltok polcaira, és vegyes fogadtatásban részesült. Megjelenésekor a korábbi albumokkal ellentétben többnyire pozitív recenziókat kapott, főleg a brit zenei sajtóban, de Amerikában is általában dicsérték. A változást jelentő, jam-szerű és közvetlen albumot sokan tartják a zenészek szélsőséges életstílusa hozományaként. Megjelenése után a kritikák az egyik legjobban hangzó és legegységesebb albumként írtak róla, míg a későbbiekben a leginkább félreértett és alulértékelt jelzőket is megkapta. Az újabb kori recenziók jelentős része szerint viszont „a Presence már a hanyatló Led Zeppelint demonstrálja, még ha olyan klasszikussá vált dalok is hallhatóak rajta, mint az Achilles Last Stand vagy a Nobody’s Fault But Mine.”
Ez volt az első olyan album, amelyet a megjelenésekor a zenekarral mindig is hadilábon álló Rolling Stone dicsérettel illetett. Stephen Davis a magazin munkatársa azt írta hogy „az új lemez bebiztosítja a kvartett számára az ismert világegyetem heavy metal bajnokainak címét. A Presence ott folytatja, ahol az elmúlt évben a monumentális tömbbe öntött Physical Graffiti véget ért. Néhány dallam, hangsúlyos hard rock ritmusok, a Robert Plant torkából előtörő, hosszú, visszhangzó sikolyok és a kozmoszt megcélzó dalszövegek. A Presence-en igazi, remek rockzene hallható. Újabb monstre győzelem abban a csatasorozatban, amelyet ez a mindent túlélő zenekar folyamatosan vív.” Írásában még kiemelte a „tiszta és tisztító” gitárriffeket, az albumot pedig – néhány unalmas blues rock dal ellenére – egy újabb „szörnyetegnek” nevezte.
A Melody Maker szintén dicsérte az albumot, míg a Creem azt írta, hogy egy Zeppelin-függőnek, aki az utolsó cseppeket préselte ki a Physical Graffitiből, a Presence brutális metadonadag volt. Keith Shadwick az együttes történetéről szóló könyvében azt írta, hogy az album forrásait és hangszerelését tekintve nem olyan változatos, mint a Led Zeppelin III vagy a Physical Graffiti, de ihletettségével és tiszta, folyamatos zeneiségével bármelyikkel felveszi a versenyt. Egy olyan zenekart hallunk, amelyik csúcsteljesítményt nyújt – szélsőséges körülmények között.
Robert Christgau kevésbé volt lelkes a The Village Voiceban írt kritikájában. Leggyengébb pontként a Hots on for Nowheret jelölte meg, de a többi dalt is következetlennek találta, és szükségtelennek a korábbi felvételekhez képest. Neil McCormick a The Daily Telegraphtól írta az egyik legnegatívabb ismertetőt, miután az ötből kettő pontot adott rá. A Pitchfork írója, Mark Richardson a Zeppelin egyik legrosszabb albumának nevezte, és úgy hangzik számára, mintha az együttes rohanna. Kifejtette, hogy míg korábban szinte mindegyik albumuk ragyogó volt, addig a Presence dalaiban a zenészek túl izoláltak, megöregedtek és elfáradtak. A felvétel rendkívül száraz, a torzítást takarékosan használják, míg Page hangzása szokatlanul sovány. Kifejtette, hogy a dalok sok gitárréteget tartalmaznak, a hangsúly mégis az egymást átfedő vonalakra és az ellenpontra fókuszál, ami a riffek rovására megy. Jones és Bonham játéka viszont annyira tökéletesen illeszkedik, hogy egy szervezetnek tűnnek (különösen a Nobody's Fault But Mine-ban). Az AllMusic kritikusa Stephen Thomas Erlewine három és fél pontot adott rá a lehetséges ötből, és egy furcsa, formázatlan vadállatként jellemezte az anyagot. Írásában kiemelte az Achilles Last Stand, a For Your Life, a Nobody's Fault But Mine és a Tea for One dalokat, amelyek epikus és komplex megközelítésükkel a Physical Graffiti progresszív hozzáállású pillanatait idézik fel. Véleménye szerint ez a négy dal elhomályosítja a korai korszakra visszautaló, többi három boogie és rockabilly szerzeményt. Erlewine szerint elég bosszantó, hogy John Bonham és John Paul Jones hangzása jóval vastagabb, mint Page gitárriffjei. A nyitó Achilles Last Stand árnyéka rávetül az egész albumra, míg a záró Tea for One-t egy ragyogó blues darabként jellemezte, amelyek között két páratlan mestermű foglal helyet a For Your Life és a Nobody's Fault But Mine képében. Összefoglalva a Presence valamivel kevesebb, mint a részeinek összege, de az egyensúly hiánya azt is jelenti, hogy figyelmet érdemel; minden egyes újbóli meghallgatásnál másnak tűnik, és mindig lenyűgöző.
Az Entertainment Weekly írója Tom Sinclair ízletesnek nevezte a Nobody’s Fault but Mine és a Tea for One dalokat, annak ellenére is, hogy több helyen sok a progresszív megközelítés. Szemléltetésképpen az Achilles Last Stand dalt hozta fel, amely 10 percig fut, anélkül, hogy egyetlen emlékezetes riffet is felszolgálna. A Metacritic weboldal 100-ból 77 pontot adott rá, és a szerző véleménye szerint lehet, hogy a leggyengébb albumuk, de a Presence a legkülönlegesebb; ezen dalok egyike sem tűnik úgy, mintha egy másik lemezről származhatnának. Az Uncut magazin 10-ből 8 pontosra értékelte, amit zeneileg és dalszövegileg is nagyszerűként jellemzett. A PopMatters magazintól 7 pontot kapott a lehetséges 10-ből, ahol dicsérték az albumot, bár hozzátették, hogy az újrakiadás bónusz anyagai túl sok kívánnivalót hagynak maguk után. 
Dave Lewis egy ismert Led Zeppelin könyv szerzője szerint a hét felvétel közvetlen, kemény jellegű, de nem tudott csatlakozni az olyan rajongókhoz, akik jobban hozzászoktak a korábbi munkájuk sokféleségéhez és kísérleti széléhez. Később Page is elismerte, hogy sok ember számára nem könnyű album, mivel a zavaros körülményekből adódóan, amikor rögzítették, a sürgősség érzete jellemezte a zenekart. Lewis mindazonáltal úgy gondolta, hogy az albumot alulértékelték, mivel a zenéje „jelentős ütést tesz”, továbbá kiemelte Page játékát és az albumon lévő produkciót. Mick Wall újságíró úgy jellemezte az albumot, hogy „visszahúzta a Led Zeppelint a válság széléről." Doug Aldrich gitáros, aki leginkább a Dio és a Whitesnake révén ismert, beválasztotta a Presence-t a három legkedvesebb albuma közé, míg a Steel Panther gitárosa, Satchel szintén nagyon szerette, bár hozzátette, hogy inkább olyan, mint egy B oldalas nóták gyűjteménye.
A lemez megjelenésekor nemcsak kritikailag, hanem kereskedelmileg is sikert aratott. Turné vagy a zenekarról készült egyetlen fotó nélkül lett az év egyik legnagyobb kasszasikere. Minden korábbinál nagyobb megrendelések érkeztek az USA-ból és Angliából, és már a megjelenése előtt platinalemez lett. Az amerikai és a brit albumlistán egyaránt felkerült az első helyre, az előbbin három, míg az utóbbin egy hétig szerepelt. A kezdeti nagy mértékű eladások azonban idővel visszaestek, és a későbbiekben sem lett olyan nagy a kereslet a lemez iránt, mint a többi Led Zeppelin albumnál. Ennek több oka is lehet. Egyrészt Plant betegsége miatt nem tudtak azonnal turnéra indulni, továbbá a kislemezen kiadott Candy Store Rock/Royal Orleans sem került fel a listákra. Rossz taktikai lépés volt az is, hogy ugyanabban az évben jelent meg az együttes koncertfilmje valamint a hanganyagául szolgáló koncertlemeze, amelyek iránt szintén nagy volt a kereslet. A Presence napjainkig háromszoros platinalemez az Egyesült Államokban, ezzel a legkevésbé sikeres Led Zeppelin album.

## Utóélet
Plant lábadozása miatt a lemez kiadását nem követte azonnali turné, ezért az album új dalait népszerűsítő körút csak később, 1977. április 1-jén vette kezdetét Észak-Amerikában. A koncerteken mindössze két új dal, az Achilles Last Stand és a Nobody’s Fault But Mine került be a koncertprogramba. Ez a két dal az együttes 1980-as felbomlásáig a koncertek szerves részét képezte. A koncertmentes időszak az együttes megítélésén is rontott. 1976 szeptemberében a Melody Maker megjelentette olvasói között végzett éves felmérésének eredményeit, ahol a Led Zeppelin már nem szerepelt olyan jól, mint korábban. A legjobb zenekar, mind a nemzetközi, mind az angol szavazáson a Yes lett, míg a Zeppelin a második. A legjobb brit énekes Jon Anderson lett, a nemzetközi versenyt viszont Robert Plant nyerte. Page Steve Howe-t követően a második lett a gitárosok listáján, míg Bonham szintén a második helyre került az Emerson, Lake & Palmer dobosa, Carl Palmer mögött.
1976 nyarán és őszén az együttes megítélése szeszélyesen váltakozott a zenei sajtóban. A kritikusok és a média egyre inkább a divatos punk és picit később a new wave előadókra koncentrált, míg a Led Zeppelint és a hozzá hasonló régi zenekarokat kezdték elutasítani, mint „dinoszaurusz zenekarokat”. A sajtó a stadionkoncertek és a „megaalbumok” ellen fordult, de a brit punk zenekarok elsődleges célpontja is a Led Zeppelin lett. Számukra ez a zenekar volt az élő példája annak, hogy a túl sok pénz és a rock n'roll eltúlzott végletei megerőszakolják a hippiség eszményét. Azok a zenei lapok, amelyek kedvezően írtak a lemezről – mint például a Rolling Stone – újra megkérdőjelezték az együttes által képviselt értékeket. A hallgatóság részéről viszont nem lankadt a hatalmas érdeklődés a zenekar iránt. Az 1977-re meghirdetett amerikai koncertek minden helyszínére már elővételben elkeltek a jegyek. Több helyen nézőszám rekordokat döntöttek, amelyeket korábban ők állítottak fel. Detroitban 76 ezer néző előtt léptek fel, amellyel saját 1973-as tampai koncertjüket múlták felül. A Los Angeles-i Forum arénában öt egymást követő este léptek fel, míg az egyik kedvenc helyszínükként szolgáló New York-i Madison Square Gardenben hat egymást követő este. Az utóbbi rekordot felállító koncertekért egymillió dollár bruttó bevétellel számolhattak, de Jerry Weintraub promoter szerint akkora volt az érdeklődés a Zepp iránt, hogy akár egy hónapon keresztül is játszhattak volna a Madison Square Gardenben.
A koncertek közötti időszakban a zenekar számos olyan nehézséggel szembesült, amely révén a feloszlás szélére került. Az együttes körüli stáb képtelen méreteket öltött, és közülük sokan rászoktak a kábítószerekre. Peter Grant drogfüggősége és a folyamatban lévő válása miatt már nem tudta olyan hatékonyan intézni a zenekar ügyeit, mint korábban. Plant még nem épült fel teljesen, míg Page és Bonham egyaránt az ital- és heroinfüggőségükkel küzdött. Mindezek a koncertteljesítményük rovására mentek, sok helyen játszottak csalódást keltően. Különböző botrányok miatt sok koncertet le kellett mondaniuk, majd amikor Plant fia, Karac vírusfertőzés következtében elhunyt, a turné is véget ért. Feloszlásukig nem adtak több koncertet Amerikában, de Angliában is csak kettőt, 1979-ben, majd 1980-ban a Tour Over Europe 1980 európai turné jelentette az utolsó fellépéseket.
A Presence album dalai más Zeppelin számokkal ellentétben kevés feldolgozást értek meg, és az együttes még élő tagjai sem játsszák őket a koncerteken. Kivétel ez alól a Nobody's Fault But Mine amelyet 1995-től Page és Plant beiktatott a koncertprogramba, amikor újra közösen kezdtek  zenélni. A különböző hangszerek és zenészek segítségével Led Zeppelin dalokat értelmeztek újra, így a No Quarter albumon és annak turnéján is egy teljesen átértelmezett verzióját lehet hallani. Amikor a Led Zeppelin tagjai Jason Bonham dobossal kiegészülve egyetlen londoni koncert erejéig 2007. december 10-én újra koncertet adtak, a Nobody's Fault But Mine is elhangzott az előadáson. Az Ahmet Ertegün tiszteletére adott fellépésen a For Your Life is terítékre került, amelyet korábban soha nem adtak elő. A Tea for One egyszer szintén elhangzott élőben, amikor Page és Plant 1996-ban Japánban turnézott, és egy nagyzenekar is megtámogatta az előadást.

## A 2015-ös újrakiadás
Az album remaszterizált változata az In Through the Out Door és a Coda albumokkal egyetemben 2015. július 31-én jelent meg. Az újbóli kiadás hat formátumban jelent meg, beleértve a CD-t, a bakelit kiadást és a digitális letöltéseket. A deluxe és szuper deluxe kiadványok tartalmazzák az alternatív felvételeket tartalmazó bónuszanyagokat, és egy korábban kiadatlan hangszeres szerzeményt, a 10 Ribs & All/Carrot Pod Pod címűt.
Az újbóli kiadás az eredeti album képének megváltozott színverziójával jelent meg.

## Az album dalai
Minden dalt Jimmy Page és Robert Plant írt, kivéve, ahol jelölve van.

### Első oldal
1. Achilles Last Stand – 10:25
2. For Your Life – 6:20
3. Royal Orleans (Jimmy Page – Robert Plant – John Paul Jones – John Bonham) – 2:58

### Második oldal
1. Nobody’s Fault But Mine – 6:27
2. Candy Store Rock – 4:07
3. Hots on for Nowhere – 4:43
4. Tea for One – 9:27

- A CD-s újrakiadások során egyesítették a két oldalt, 1-től 7-ig jelölve a számokat hasonló sorrendben.

| A 2015-ös deluxe edition újrakiadás bónuszdalai | A 2015-ös deluxe edition újrakiadás bónuszdalai                | A 2015-ös deluxe edition újrakiadás bónuszdalai | A 2015-ös deluxe edition újrakiadás bónuszdalai | A 2015-ös deluxe edition újrakiadás bónuszdalai | A 2015-ös deluxe edition újrakiadás bónuszdalai | A 2015-ös deluxe edition újrakiadás bónuszdalai | A 2015-ös deluxe edition újrakiadás bónuszdalai | A 2015-ös deluxe edition újrakiadás bónuszdalai | A 2015-ös deluxe edition újrakiadás bónuszdalai |
| #                                               | Cím                                                            | Hossz                                           |                                                 |                                                 |                                                 |                                                 |                                                 |                                                 |                                                 |
| ----------------------------------------------- | -------------------------------------------------------------- | ----------------------------------------------- | ----------------------------------------------- | ----------------------------------------------- | ----------------------------------------------- | ----------------------------------------------- | ----------------------------------------------- | ----------------------------------------------- | ----------------------------------------------- |
| 1.                                              | Two Ones Are Won (Achilles Last Stand; nyers mix verzió)       | 10:28                                           |                                                 |                                                 |                                                 |                                                 |                                                 |                                                 |                                                 |
| 2.                                              | For Your Life (nyers mix verzió)                               | 6:28                                            |                                                 |                                                 |                                                 |                                                 |                                                 |                                                 |                                                 |
| 3.                                              | 10 Ribs & All/Carrot Pod Pod (nyers mix verzió; Jones és Page) | 6:49                                            |                                                 |                                                 |                                                 |                                                 |                                                 |                                                 |                                                 |
| 4.                                              | Royal Orleans (nyers mix verzió; Bonham, Jones, Page, Plant)   | 3:00                                            |                                                 |                                                 |                                                 |                                                 |                                                 |                                                 |                                                 |
| 5.                                              | Hots On for Nowhere (nyers mix verzió)                         | 4:44                                            |                                                 |                                                 |                                                 |                                                 |                                                 |                                                 |                                                 |
| 31:32                                           |                                                                |                                                 |                                                 |                                                 |                                                 |                                                 |                                                 |                                                 |                                                 |

## Közreműködők
- Jimmy Page – gitár
- Robert Plant – ének, szájharmonika
- John Paul Jones – 4, 5 és 8 húros basszusgitár, valamint zongora a deluxe edition újrakiadás 10 Ribs & All/Carrot Pod Pod című dalában.
- John Bonham – dob, ütőhangszerek

### Produkció
- Keith Harwood – hangmérnök, keverés
- Jeremy Gee – asszisztens
- Hipgnosis – borítóterv
- George Hardie – borítóterv
- Jimmy Page – producer
- Peter Grant – produkciós vezető
- George Marino – remaszterizált CD megjelenés

## Helyezések és eladások
| Lemezeladási lista (1976)                    | Legjobb helyezés |
| -------------------------------------------- | ---------------- |
| Kanada (Billboard Canadian Albums Chart)     | 16               |
| Dánia (Hitlisten Album Top 40)               | 13               |
| Franciaország (SNEP Album Top 100)           | 5                |
| Olaszország (FIMI Album Top 20)              | 15               |
| Japán (Oricon)                               | 2                |
| Új-Zéland (Recorded Music NZ Top 40 Albums)  | 8                |
| Norvégia (VG-lista Album Top 40)             | 4                |
| Spanyolország (PROMUSICAE Top 100 Álbumes)   | 7                |
| Svédország (Sverigetopplistan Top 60 Albums) | 8                |
| Egyesült Királyság (UK Albums Chart)         | 1                |
| USA Billboard 200                            | 1                |
| Németország (Media Control Top 100 Album)    | 27               |

| Lemezeladási lista (2015)                     | Legjobb helyezés |
| --------------------------------------------- | ---------------- |
| Ausztrália (ARIA Top 50 Albums)               | 21               |
| Finnország (Musiikkituottajat Albumit Top 50) | 12               |
| Portugália (AFP Top 30 Albums)                | 16               |
| Svájc (Schweizer Hitparade Top 100 Albums)    | 9                |

## Eladási minősítések
| Ország                  | Eladási minősítés | Eladás     |
| ----------------------- | ----------------- | ---------- |
| Anglia (BPI)            | Platina           | 300 000+   |
| Egyesült Államok (RIAA) | 3x Platina        | 3 000 000+ |

## Fordítás
- Ez a szócikk részben vagy egészben a Presence (album) című angol Wikipédia-szócikk ezen változatának fordításán alapul.  Az eredeti cikk szerkesztőit annak laptörténete sorolja fel. Ez a jelzés csupán a megfogalmazás eredetét és a szerzői jogokat jelzi, nem szolgál a cikkben szereplő információk forrásmegjelöléseként.